# Андрей Атанасов
Андрей Огнянов Атанасов е български професионален футболист, нападател.

## Кариера
Андрей Атанасов започва да играе в местния Янтра (Габрово), по-късно играе за Волов (Шумен) като се превръща в ключов играч и последва трансфер в Черноморец (Поморие), но напуска поради затрудненото финансово състояния на поморийския клуб. През 2012 г. за кратко е в Локомотив (София) и арменския Бананц. Привлечен е в Ботев (Враца), където успява да се наложи.

## Статистика по сезони[2]
| Сезон    | Отбор           | Първенство            | Мачове | Голове |
| -------- | --------------- | --------------------- | ------ | ------ |
| 2009/10  | Волов (Шн)      | Б група               | 26     | 11     |
| 2010/11  | Черноморец (Пм) | Б група               | 17     | 1      |
| 2011/ес. | Черноморец (Пм) | Б група               | 14     | 8      |
| 2012/пр. | Локомотив (Сф)  | А група               | 5      | 0      |
| 2012     | Бананц          | Арменска Премиер Лига | 4      | 0      |
| 2012/13  | Ботев (Враца)   | А група               | 21     | 6      |
| 2013/ес. | Локомотив (Пд)  | А група               | 2      | 0      |